# Buenoa uhleri
Buenoa uhleri är en insektsart som beskrevs av Truxal 1953. Buenoa uhleri ingår i släktet Buenoa och familjen ryggsimmare. Inga underarter finns listade i Catalogue of Life.